# Rivermont Records
Rivermont Records is een Amerikaans platenlabel dat gespecialiseerd is in ragtime, jazz en hot dance-muziek. Het werd in 2004 opgericht.
Rivermont brengt oude opnames opnieuw uit, maar komt ook met albums van hedendaagse ragtime- en jazzartiesten. Artiesten die op het label uitkwamen zijn onder meer het orkest van Edwin J. McEnelly, Frank Banta, Sam Lanin, Isham Jones en Charley Straight. Nieuw werk was er van bijvoorbeeld Bryan Wright, Ethan Uslan, Martin Spitznagel, Adam Swanson en Max Keenlyside.